# Конотопська відьма (вистава)
«Конотопська відьма» — вистава Національного академічного драматичного театру імені Івана Франка, поставлена за однойменною повістю українського письменника Григорія Квітки-Основ'яненка. Прем'єра відбулася 28 квітня 2023 року.
Постановка здобула значну популярність серед українських глядачів на фоні відродження інтересу до української культури у контексті триваючої російсько-української війни та обмеженості розваг у воєнний час.

## Сюжет
У Конотопі неспокійно: нещодавно обрали нового сотника та писаря, гетьман збирає сотню до Чернігова, навколо посуха, і громада наче завмерла в очікуванні чергового лиха: «аби тільки не війна!». Тим часом сотник Забрьоха та писар Пістряк задумують свої плани: старий холостяк Забрьоха нарешті мріє одружитися, а Пістряк прагне пробитися у сотники, щоб «вийти в люди». Обидва також шукають способу уникнути походу. Тож виникає ідея влаштувати полювання на відьом, які, мовляв, «вкрали хмари» і спричинили посуху. Занепала духом конотопська громада, здавалося, не проти таких видовищ і відволікання від своїх проблем.

## Творчий склад
- Режисер-постановник — Іван Уривський
- Композитор, аранжування вокальних номерів — Сусанна Карпенко
- Хореограф — Ольга Семьошкіна
- Звукорежисери — Олександр Кришталь, Владислав Коломійченко
- Художники по світлу — Ганна Ваховська, Олена Антохіна
- Художник-постановник, художник по костюмах — Тетяна Овсійчук
- Зведення та майстеринг оркестрових номерів — Андрій Шашкєєв
- Створення оркестрових номерів — Анна Дацька, Володимир Сінчук, Семен Стречен, Міла Степанова
- Виставу веде — Марія Савка

## Дійові особи та виконавці
- Сотник Забрьоха — Назар Задніпровський, Олександр Ярема
- Писар Пістряк — Михайло Кукуюк, Андрій Самінін
- Явдоха Зубиха — Христина Корчинська, Олена Хохлаткіна
- Дем'ян Халявський — Михайло Матюхін, В'ячеслав Хостікоєв, Михайло Дадалев
- Олена — Оксана Жданова, Марія Рудинська, Дана Кузь
- Пріська Чирячка — Катерина Артеменко, Оксана Сидоренко
- Химка Рябоклячка — Анна Руденко, Мальвіна Хачатрян
- Пазька Псючиха — Марина Дадалева, Анастасія Рула

## Сприйняття
Вистава стала культурним феноменом в Україні. На додачу до постійних аншлагів, хештег #КонотопськаВідьма набрав понад 35 мільйонів переглядів у TikTok, що демонструє зацікавленість серед молоді. На думку театрального критика Сергія Винниченка, інтерес до театру, зокрема серед молодих людей, загалом зріс через обмеженість інших форм розваг у воєнний час. Режисер-постановник Іван Уривський зазначив, що успіх вистави зумовлений її здатністю передати настрій часу та актуальність теми.

## Нагороди
- лауреат Національної премії України ім. Тараса Шевченка (2024)[5]